# Taro Emir Tekin
Tarık „Taro“ Emir Tekin (* 15. Juni 1997 in Istanbul) ist ein türkischer Schauspieler.

## Leben und Karriere
Tekin wurde am 15. Juni 1997 in Istanbul geboren. Er ist der Sohn der Schauspielerin Şevval Sam und des Fußballspielers Metin Tekin. Er studierte an der University of the Arts London. Danach setzte er sein Studium an der Royal Academy of Dramatic Art fort. Später ging er an der Oxford School of Drama. Nachdem er einige Zeit in England gelebt hatte, kehrte er in die Türkei zurück, wo er eine Schauspielkarriere begann. Sein Debüt gab er 2020 in der Netflixdoku Rise of Empires: Ottoman. Im selben Jahr war er in Çıplak zu sehen. Außerdem trat er in der Fernsehserie Sadakatsiz auf. Im Jahr 2022 spielte er in der Fernsehserie Bir Peri Masalı die Hauptrolle.
Seit Beginn der 2. Staffel der Serie Yalı Çapkını spielt er dort den Charakter Kaya Sönmez.

## Filmografie
Filme
- 2021: Akis

Serien
- 2020: Rise of Empires: Ottoma
- 2020–2021: Çıplak
- 2020–2022: Sadakatsiz
- 2022: Bir Peri Masalı
- 2023–2024: Yalı Çapkını

## Auszeichnungen

### Gewonnen
- 2022: Altın Kelebek Award in der Kategorie „Shining Star“[5]